# Họ Sô phi
Họ Sô phi (danh pháp khoa học: Schoepfiacaceae) là một họ thực vật có hoa. Họ này chỉ được một số ít các nhà phân loại học công nhận; các loài xếp trong họ này thường được gán vào họ Olacaceae. Hệ thống APG II năm 2003 (không thay đổi từ hệ thống APG năm 1998), cũng không công nhận họ này.
Theo các nghiên cứu phân tử gần đây thì chi Schoepfia có quan hệ họ hàng gần với các họ Misodendraceae và Loranthaceae, và để duy trì tính đơn ngành thì nó phải được loại khỏi họ Olacaceae. Các nghiên cứu tiếp theo cũng chỉ ra rằng các chi Arjona và Quinchamalium ở Nam Mỹ (trước đây xếp trong họ Santalaceae) có lẽ cũng là một phần của họ này. Hệ thống APG III năm 2009 công nhận họ này và cho rằng nó chứa 3 chi với 55 loài.

## Các chi
- Arjona: 10 loài
- Quinchamalium: khoảng 20 loài
- Schoepfia: khoảng 25 loài.